# Esther Erkel

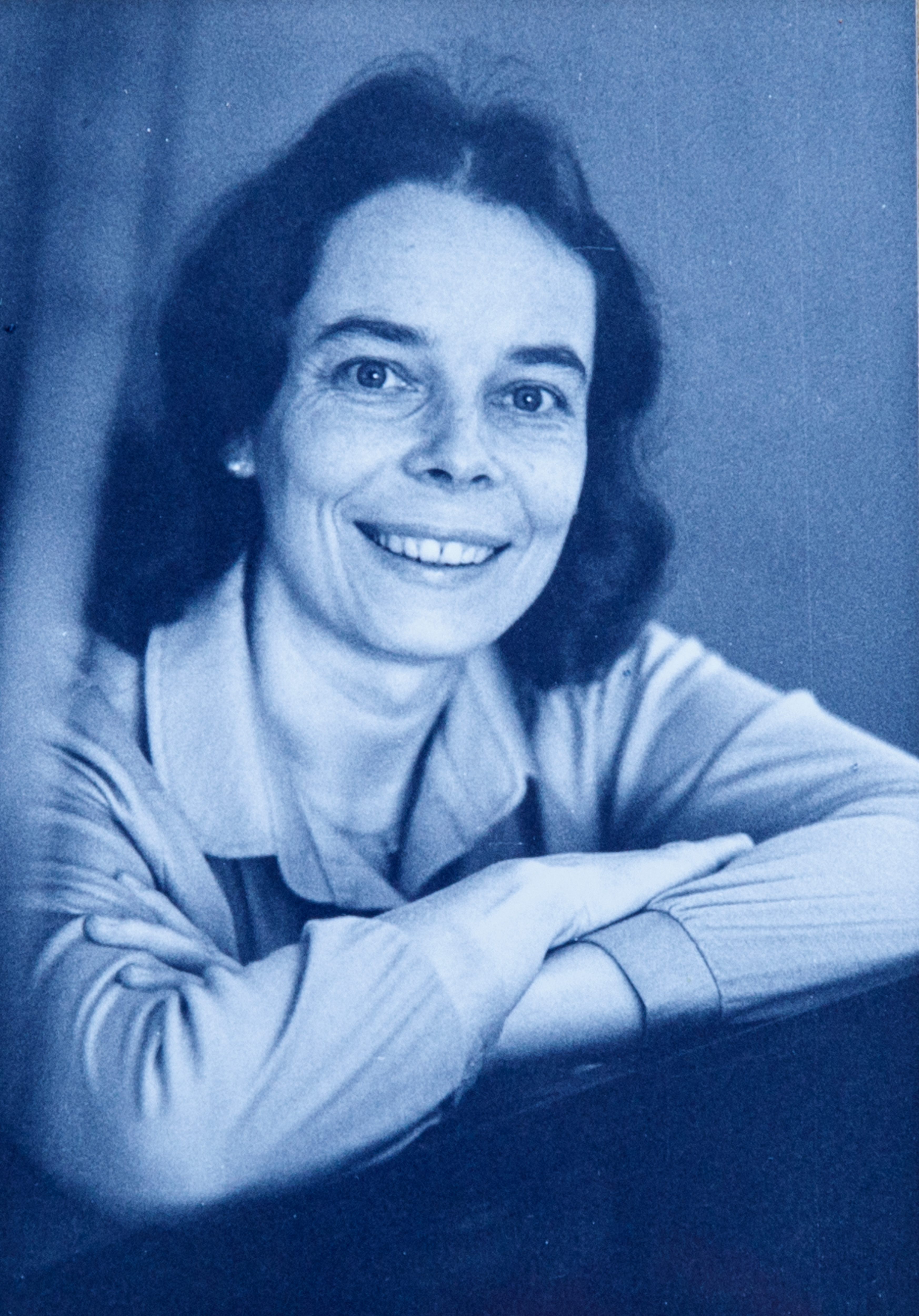
Esther Erkel

Esther Erkel (* 30. September 1939 in Budapest) ist eine Schweizer Pianistin und Musikpädagogin.

## Leben und Wirken
Esther Erkel floh nach dem Ungarischen Volksaufstand zusammen mit ihren Eltern und ihrer Schwester über Österreich nach Kanada, wo sie in Vancouver sesshaft wurde. Am Royal Conservatory of Music studierte sie u. a. bei Boris Roubakine und Marshall Sumner. Nach ihrem Konzertdiplom erhielt sie ein Auslandsstipendium für die Musikakademie Wien, wo sie bei Dieter Weber und Irene Barbag-Drexler studierte. Die Ausbildung im Bereich höhere Pädagogik erfolgte bei Kurt Blaukopf, Josef Dichler, Erwin Ratz und Christian Scholz. Weitere Studien, zum Teil in Meisterkursen, absolvierte sie bei Paul Badura-Skoda, Bruno Seidlhofer und Edith Farnadi.
Seit 1966 lebt Esther Erkel in Zürich, wo sie 1972 die Schweizerische Zoltán Kodály-Musikschule gründete. Konzerttourneen führten sie nach Brasilien, Italien, Kanada und auf die Philippinen. Von 1992 bis 2002 gab sie Meisterkurse in Martonvásár (Schloss Brunszvik) und in Budapest. Als Referentin hat sie sich mit dem Thema musikalische Meditation und Spiritualität auseinandergesetzt.

### Herkunft und Familie
Esther Erkel wurde als Eszter Mezey in Budapest als Tochter von Nicholas Mezey und Maria Feik geboren. Die Grossmutter mütterlicherseits war Kornélia Uraji-Csàk. Ihren Mann Lajos (Ludwig) Erkel (1925–2001), der Urgrossneffe von Ferenc Erkel, heiratete sie am 16. Juli 1966 in Genf. Zusammen hatten sie drei Kinder: Chris (geb. 1967, verheiratet mit Marketa Erkel-Boruvka), Patricia (geb. 1970, verheiratet mit Friedrich Graf zu Eulenburg und Hertefeld) und Andrea (geb. 1971).

## Auszeichnungen
- Preisträgerin von Wettbewerben in Budapest und Vancouver
- 1986: Auszeichnung der Internationalen Kodály-Gesellschaft
- 1995 und 1997: Ehrengaben der Stadt Martonvásár

## Aufnahmen
- 1982: Johann Sebastian Bach: Choräle. Jecklin 211.
- 1984: Das musizierende Wort: Werke von Beethoven, Bach, Mozart, Schubert und Chopin. Jecklin 232.
- 1986: Johann Sebastian Bach: Pastorale und Choräle. Jecklin 251.

## Publikationen
- Das musizierende Wort. Christiana-Verlag, Stein am Rhein 1984.
- A muzsikáló ige. Verlag Opus Mystici Corporis, Wien 1988.
- Liebe will singen. Christiana-Verlag, Stein am Rhein 1988.